# Adam Gemili
Adam Gemili (Londen, 6 oktober 1993) is een Brits sprinter en voetballer. Hij voetbalt sinds 2011 onder huurcontract voor FC Thurrock, dat hem huurt van Dagenham & Redbridge FC. Hij nam tweemaal deel aan de Olympische Spelen en bereikte bij die gelegenheden tweemaal een finale.

## Biografie

### Studie
Gemili is van Iraanse en Marokkaanse komaf, een achtergrond die hij zelf voor een sprinter nogal vreemd vindt, "maar in mijn geval werkt het." Na zijn middelbare school doorlopen te hebben, startte hij na afloop van de Olympische Spelen van 2012 aan de universiteit van East London met de studie sportwetenschappen, waar hij een proefschrift schreef over de invloed van specifieke warming-up oefeningen op sprintprestaties. Hij is lid van de Blackheath and Bromley Harriers Athletic Club, die is gestationeerd in Zuid-Oost Londen.

### Eerste successen en deelname OS
De Europese kampioenschappen voor junioren in 2011 vormden het begin van Gemili's internationale carrière. Hier behaalde hij individueel zilver op de 100 m en hielp hij ook het Britse estafetteteam op de 4 x 100 m aan zilver.
Gemili mocht in augustus 2012 zijn land vertegenwoordigen op de 100 m en de 4 x 100 m estafette tijdens de Olympische Spelen in Londen. Op de 100 m liep hij in de series 10,11 s, waarna hij zich in zijn halve finale, ondanks een aanvankelijke derde plaats in 10,06, niet wist te kwalificeren voor de finale. De als tweede gefinishte Amerikaan Tyson Gay werd later vanwege vastgesteld dopinggebruik uit de uitslag geschrapt, waardoor Gemili in de uitslag weliswaar een plaatsje opschoof, maar daar had hij na de Spelen uiteraard niets meer aan. Op de 4 x 100 m estafette werd het Britse team met Gemili in de gelederen gediskwalificeerd.

### Pech op WK, succes op EK
Gemili haalde de finale van de 200 m bij de wereldkampioenschappen in 2013, waarin hij vijfde werd in 20,08. Gemili was ook de startloper voor het Britse estafetteteam op de 4 x 100 m. Hij en zijn teamgenoten werden aanvankelijk derde, maar werden vervolgens gediskwalificeerd.
Zijn grootste succes boekte hij op de Europese kampioenschappen in 2014. Hij won zowel de Europese titel op de 200 m als op de 4 x 100 m estafette. De tweede titel veroverde hij samen met zijn landgenoten James Ellington, Harry Aikines-Aryeetey en Richard Kilty.

### Onder de tien seconden
In mei 2015 liep Gemili voor het eerst in zijn carrière onder de tien seconden, 9,97, maar met te veel rugwind (+3,7 m/s). Tijdens een Diamond League wedstrijd in Birmingham liep hij die tijd voor de tweede keer, maar nu met precies de maximaal toegestane rugwind (+2,0 m/s). Hij viel hierbij alleen wel over de finish, en liep hierbij een hamstringblessure op. Hierdoor kon hij niet deelnemen aan de WK in Peking.
Hij nam in 2016 op de EK in Amsterdam niet deel aan een individueel onderdeel, maar liep met zijn landgenoten James Dasaolu, James Ellington en Chijindu Ujah wel naar de titel op de 4 x 100 m estafette.

### Olympische Spelen 2016
De Olympische Spelen in Rio waren Gemili's tweede Spelen. Ditmaal liep hij niet de 100, maar de 200 m. Hierin bereikte hij de finale, waar hij, Christophe Lemaitre en Churandy Martina vrijwel gelijk over de finish kwamen, achter Usain Bolt en Andre De Grasse. Uiteindelijk bleek voor Gemili de vierde plek weggelegd, slechts twee duizendsten van een seconde achter de Fransman. Op de 4 x 100 m estafette bereikte hij samen met zijn teamgenoten Richard Kilty, Harry Aikines-Aryeetey en James Ellington een vijfde plaats.

## Titels
- Wereldkampioen 4 x 100 m - 2017
- Europees kampioen 200 m - 2014
- Europees kampioen 4 x 100 m - 2014, 2016
- Brits kampioen 200 m - 2016
- Europees kampioen U23 100 m - 2013
- Europees kampioen U23 4 x 100 m - 2013
- Wereldkampioen U20 100 m - 2012

## Persoonlijke records
Outdoor
| Afstand | Tijd               | Datum            | Plaats     |
| ------- | ------------------ | ---------------- | ---------- |
| 100 m   | 9,97 s (+2,0 m/s)  | 7 juni 2015      | Birmingham |
| 200 m   | 19,97 s (+0,8 m/s) | 9 september 2016 | Brussel    |

Indoor
| Afstand | Tijd    | Datum            | Plaats     |
| ------- | ------- | ---------------- | ---------- |
| 60 m    | 6,59 s  | 31 januari 2016  | Cardiff    |
| 200 m   | 21,20 s | 26 februari 2013 | Birmingham |

## Palmares

### 100 m
- 2011:  EK U20 - 10,41 s
- 2012:  WK U20 - 10,05 s
- 2012: 2e in ½ fin. OS - 10,06 s (na DQ Tyson Gay)
- 2013:  EK U23 - 10,20 s
- 2014:  Gemenebestspelen - 10,10 s

Diamond League-resultaten
- 2015:  Birmingham Diamond League - 9,97 s (+2,0 m/s)

### 200 m
- 2014:  EK - 19,98 s
- 2016:  Britse kamp. - 20,44 s (-0,1 m/s)
- 2016: 4e OS - 20,12 s
- 2017:  FBK Games - 20,64 s (-1,2 m/s)
- 2019: 4e WK - 20,03 s (+0,3 m/s)

Diamond League-resultaten
- 2016:  London Anniversary Games - 20,07 s (-0,3 m/s)
- 2016:  Memorial Van Damme - 19,97 s (+0,8 m/s)

### 4 x 100 m
- 2011:  EK u20 - 39,48 s
- 2012: DQ in serie OS
- 2013:  EK U23 - 38,77 s
- 2014:  EK - 37,93 s
- 2014:  Gemenebestspelen - 38,02 s
- 2016:  EK - 38,17 s
- 2016: 5e OS - 37,98 s
- 2017:  WK - 37,47 s
- 2019:  WK - 37,36 s (ER)

## Onderscheidingen
- Europees talent van het jaar - 2014

1983 King, Gault, Smith, Lewis ·
1987 McRae, McNeill, Glance, Lewis ·
1991 Cason, Burrell, Mitchell, Lewis ·
1993 Drummond, Cason, Mitchell, Burrell ·
1995 Esmie, Gilbert, Surin, Bailey ·
1997 Esmie, Gilbert, Surin, Bailey ·
1999 Drummond, Montgomery, Lewis, Greene ·
2001 Nagel, du Plessis, Newton, Quinn ·
2003 Capel, Williams, Patton, Johnson ·
2005 Doucouré, Pognon, De Lépine, Dovy ·
2007 Patton, Spearmon, Gay, Dixon ·
2009 Mullings, Frater, Bolt, Powell ·
2011 Carter, Frater, Blake, Bolt ·
2013 Carter, Bailey-Cole, Ashmeade, Bolt ·
2015 Carter, Powell, Ashmeade, Bolt ·
2017 Ujah, Gemili, Talbot, Mitchell-Blake ·
2019 Coleman, Gatlin, Rodgers, Lyles ·
2022 Brown, Blake, Rodney, De Grasse ·
2023 Coleman, Kerley, Carnes, Lyles